# 冨山浩之介
冨山 浩之介（とみやま こうのすけ、1983年4月17日 - ）は、日本のプロボクサー。千葉県市川市出身。ワタナベボクシングジム所属。元OPBF東洋太平洋スーパーフライ級王者。

## 来歴
2004年2月23日、船橋ドラゴンボクシングジム所属でデビュー戦に4RTKO勝利を収めた。
2005年12月8日、8戦8勝で東日本代表として西軍代表中村公彦と全日本バンタム級新人王を争う。6R判定勝ちで新人王を獲得した。
2006年11月7日、3連勝でA級トーナメント決勝戦で畠野幸雄を下し、優勝。その1か月後には息子が誕生した。
2007年9月15日、1勝後ワタナベボクシングジムに移籍。その初戦で寺畠章太に10RTKO負けを喫し初黒星。
2008年2月2日、1勝後タイスーパーフライ級チャンピオン・OPBF東洋太平洋スーパーフライ級1位ノラシン・ギャットプラサーンチャイに8R3-0の判定で勝利。
2008年6月7日、ジムの先輩である河野公平が返上し空位のOPBF東洋太平洋スーパーフライ級王者決定戦を後楽園ホールで前戦で闘ったノラシンと行い、2-1の10R判定の末王座を獲得。息子をリングに上げ喜びを露にした。
2008年9月20日、東洋同級6位相澤国之と防衛戦。12RTKOで下し防衛に成功。
2009年1月27日、名城信男への世界王座挑戦決定により、OPBF東洋太平洋王座を返上。
2009年4月11日、名城信男の持つWBA世界スーパーフライ級王座に挑戦。1R、6Rにはダウン経験のなかった名城からダウンを奪ったもののいずれも詰め切れず、8R逆転TKO負けを喫した。7Rまでの採点は、3名のジャッジのいずれも冨山優勢であった。試合終了直後に引退を表明したが、後に撤回。この後、バンタム級へ階級を戻した。
2009年8月1日、井川政仁とのバンタム級8回戦に3-0の判定勝利を収めて再起を果たしたが、同年12月28日には日本バンタム級3位として同スーパーフライ級9位の本田秀伸とバンタム級6回戦を行い、0-3の判定負けを喫した。
2010年12月13日の試合を最後に引退したことが同僚である梅津宏治のブログで明らかになった。
2012年4月4日、現役復帰し、江藤大喜とスーパーフライ級8回戦を行い、6RTKO負けを喫した。
2012年8月10日、日本スーパーフライ級5位の野崎雅光とバンタム級8回戦を行い、4RTKO勝ちで下し日本ランキング復帰を果たした。
2013年7月27日マカオのＷＢＯフライ級タイトルマッチファン・フランシスコ・エストラーダ（メキシコ）VS同級1位ミラン・メリンド（フィリピン）のセミファイナルにて21戦全勝のジェネシス・セルバニアと対戦する。初回左フックで倒されると、逆に今度は左ジャブが綺麗に決まって軽くダウンを取った後、打ち下ろしの右でダメージの深いダウンを奪うも時間切れ。2回相手が右目尻をカットし、3回右ストレートの打ち合いでカウンターを取られ、以降両者打ち合いを警戒しアウトボクシングになる。9回レフェリーの裁定ではバッティングによる試合中断からのドクターストップにより、負傷判定へ。2-1により惜しくも敗北。

## 戦績
- プロボクシング：33戦 24勝 (8KO) 8敗 1分

| 戦           | 日付           | 勝敗 | 時間     | 内容         | 対戦相手                           | 国籍       | 備考                                            |
| ------------ | -------------- | ---- | -------- | ------------ | ---------------------------------- | ---------- | ----------------------------------------------- |
| 1            | 2004年2月23日  | ☆    | 4R 2:03  | TKO          | 滝澤剛（石川）                     | 日本       | プロデビュー戦                                  |
| 2            | 2004年5月31日  | ☆    | 4R       | 判定 3-0     | 小金澤雄大（タムラ）               | 日本       |                                                 |
| 3            | 2004年10月28日 | ☆    | 2R 2:32  | TKO          | 渡辺太郎（ワタナベ）               | 日本       |                                                 |
| 4            | 2005年3月30日  | ☆    | 4R       | 判定 2-0     | 小松魔虎斗（輪島功一S）            | 日本       |                                                 |
| 5            | 2005年6月7日   | ☆    | 2R 1:20  | KO           | 大原康明（金子）                   | 日本       |                                                 |
| 6            | 2005年7月26日  | ☆    | 4R       | 判定 3-0     | 木村哲也（角海老宝石）             | 日本       |                                                 |
| 7            | 2005年9月28日  | ☆    | 4R       | 判定 3-0     | 野中孝政（M.T）                    | 日本       |                                                 |
| 8            | 2005年11月3日  | ☆    | 6R       | 判定 3-0     | 岩間光栄（横田S）                  | 日本       | 2005年度東日本バンタム級新人王予選              |
| 9            | 2005年12月18日 | ☆    | 6R       | 判定 3-0     | 中村公彦（大星森垣）               | 日本       | 2005年度東日本バンタム級新人王決定戦            |
| 10           | 2006年3月29日  | ☆    | 6R       | 判定 3-0     | 森本裕哉（大橋）                   | 日本       |                                                 |
| 11           | 2006年6月28日  | ☆    | 6R 1:46  | TKO          | ポール鈴（角海老宝石）             | 日本       |                                                 |
| 12           | 2006年8月29日  | ☆    | 6R       | 判定 3-0     | 臼井知史（ヨネクラ）               | 日本       | 2006年度A級トーナメントバンタム級決勝戦         |
| 13           | 2006年11月7日  | ☆    | 7R 3:00  | 負傷判定 3-0 | 畠野幸雄（宮田）                   | 日本       |                                                 |
| 14           | 2007年3月2日   | ☆    | 5R 2:59  | KO           | サーイチョン・オーウワンスワン     | タイ       |                                                 |
| 15           | 2007年9月15日  | ★    | 10R 2:22 | TKO          | 寺畠章太（角海老宝石）             | 日本       |                                                 |
| 16           | 2007年12月18日 | ☆    | 8R       | 判定 3-0     | 白石豊土（協栄）                   | 日本       |                                                 |
| 17           | 2008年2月2日   | ☆    | 8R       | 判定 3-0     | ノラシン・ギャットプラサーンチャイ | タイ       |                                                 |
| 18           | 2008年6月7日   | ☆    | 12R      | 判定 2-1     | ノラシン・ギャットプラサーンチャイ | タイ       | OPBF東洋太平洋スーパーフライ級王座決定戦        |
| 19           | 2008年9月20日  | ☆    | 12R 0:30 | TKO          | 相澤国之（三迫）                   | 日本       | OPBF防衛1                                       |
| 20           | 2009年4月11日  | ★    | 8R 1:22  | TKO          | 名城信男（六島）                   | 日本       | WBA世界スーパーフライ級タイトルマッチ           |
| 21           | 2009年8月1日   | ☆    | 8R       | 判定 3-0     | 井川政仁（角海老宝石）             | 日本       |                                                 |
| 22           | 2009年12月28日 | ★    | 6R       | 判定 0-3     | 本田秀伸（グリーンツダ）           | 日本       |                                                 |
| 23           | 2010年4月27日  | ☆    | 8R       | 判定 2-0     | 梶山友揮（平石）                   | 日本       |                                                 |
| 24           | 2010年7月13日  | ☆    | 1R 2:15  | KO           | うすい祐介（石川）                 | 日本       |                                                 |
| 25           | 2010年12月13日 | ★    | 8R       | 判定 0-3     | 椎野大輝（三迫）                   | 日本       |                                                 |
| 26           | 2012年4月4日   | ★    | 6R 2:52  | TKO          | 江藤大喜（白井・具志堅）           | 日本       |                                                 |
| 27           | 2012年8月10日  | ☆    | 4R 2:32  | TKO          | 野崎雅光（八王子中屋）             | 日本       |                                                 |
| 28           | 2012年12月4日  | △    | 8R       | 判定 1-0     | 大塚隆太（18鴻巣）                 | 日本       |                                                 |
| 29           | 2013年3月8日   | ☆    | 8R       | 判定 3-0     | 宮森卓也（18古河）                 | 日本       |                                                 |
| 30           | 2013年7月27日  | ★    | 9R 1:42  | 負傷判定 1-2 | ジェネシス・セルバニア             | フィリピン | WBOアジア太平洋スーパーバンタム級タイトルマッチ |
| 31           | 2014年3月26日  | ☆    | 6R       | 判定 2-0     | 小野木協栄（協栄）                 | 日本       |                                                 |
| 32           | 2014年8月4日   | ★    | 3R 1:39  | KO           | 益田健太郎（新日本木村）           | 日本       | 日本バンタム級タイトルマッチ                    |
| 33           | 2015年4月19日  | ★    | 8R       | 判定 0-3     | 向井寛史（六島）                   | 日本       |                                                 |
| テンプレート |                |      |          |              |                                    |            |                                                 |

## 獲得タイトル
- OPBF東洋太平洋スーパーフライ級王座（防衛1＝返上）